# 지방도 제404호선
지방도 제404호선은 강원특별자치도 원주시 문막읍 포진리에서 귀래면 운계리를 잇는 강원특별자치도의 지방도이다. 전 구간이 '귀문로'로 지정되어 있고 왕복 2차선으로 구성되어 있다.

## 역사
- 2003년 2월 15일 : 노선 폐지 및 재지정[1]
- 2023년 9월 2일 : 원주시 문막읍 포진리 180m 구간 확장 개통[2]

## 주요 경유지
- 원주시
  - 문막읍 포진리 - 궁촌리 - 비두리 - 사흥교
  - 귀래면 사흥교 - 귀래리 - 운계리

## 도로명
- 전 구간 '귀문로'로 지정되어 있다.